# Arco della Chicago Stock Exchange
L'arco della Chicago Stock Exchange è un elemento architettonico situato all'esterno dell'Art Institute of Chicago, uno dei pochi frammenti di grandi dimensioni sopravvissuti dell'edificio della Chicago Stock Exchange progettato nel 1893 e demolito nel 1972.

## Storia

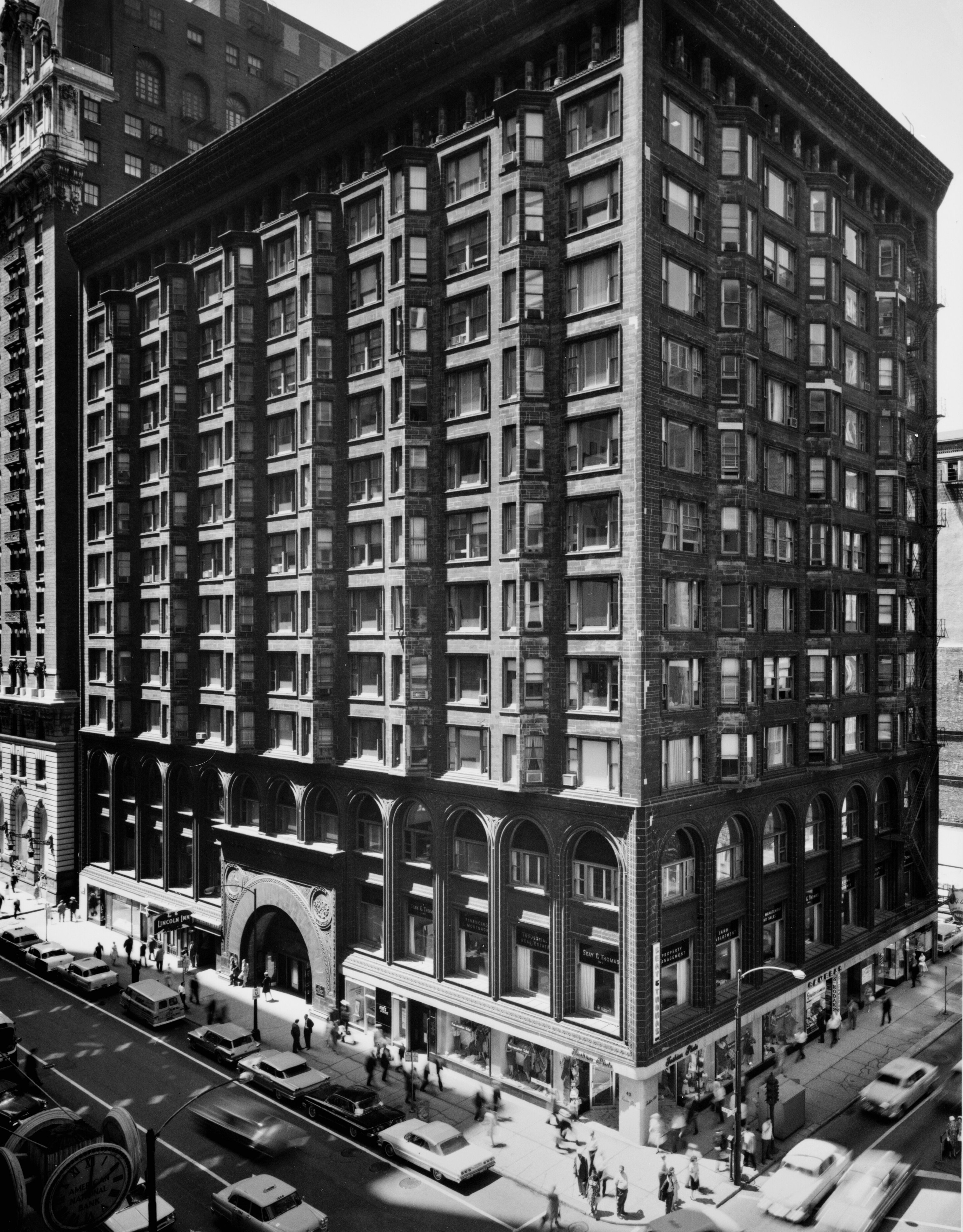
L'arco, come era installato nella parte centrale inferiore della facciata più lunga dell'edificio della Chicago Stock Exchange

Disegni architettonici per l'arco

L'arco fu scolpito da Dankmar Adler e Louis Sullivan nel 1893 per l'edificio della Chicago Stock Exchange. Prima della demolizione dell'edificio, l'arco dell'ingresso e la pavimentazione interna furono salvati per la conservazione dall'Art Institute of Chicago. Altri elementi architettonicamente significativi furono salvati, tra cui una scala ora al The Met Fifth Avenue  e un balaustra salvata ora al Kirkland Museum of Fine & Decorative Art.
Una donazione di $520.000 nel 1974 da parte della Walter E. Heller Foundation ha permesso la conservazione e la reinstallazione dell'arco e della pavimentazione. L'arco fu installato all'esterno dell'ingresso est dell'Art Institute of Chicago nel 1977.
L'arco si trova attualmente all'esterno dell'Ala Moderna dell'Art Institute. Durante la costruzione di tre anni e mezzo dell'Ala Moderna, l'arco dovette essere coperto con una rete di tessuto e impalcature per proteggerlo da possibili danni durante la costruzione.

## Design
L'arco fu originariamente installato all'ingresso dell'edificio della Chicago Stock Exchange, un edificio di tredici piani che ospitava la borsa valori della città. Mentre le porte, che erano originariamente presenti nell'arco, furono rimosse quando furono trasferite all'Art Institute of Chicago.